# Yoshito Sengoku

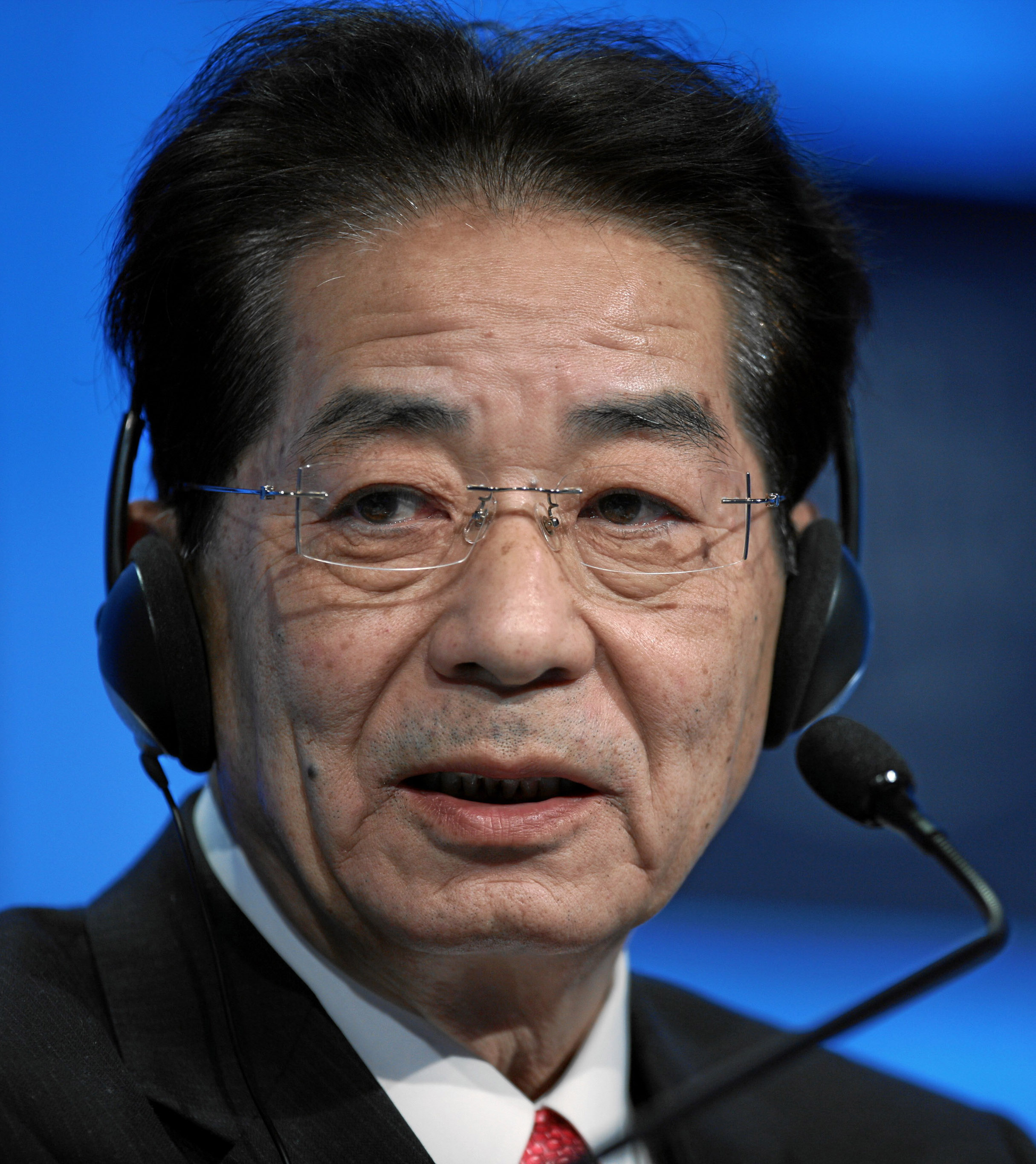
Yoshito Sengoku am World Economic Forum Annual Meeting 2010

Yoshito Sengoku (jap. 仙谷 由人, Sengoku Yoshito; * 15. Januar 1946 in Tokushima, Präfektur Tokushima; † 11. Oktober 2018 in der Präfektur Tokio) war ein japanischer Politiker (SPJ→SDP→DPJ→DFP) und Abgeordneter im Shūgiin, dem Unterhaus des nationalen Parlaments. Von 2010 bis 2011 war er Chefkabinettssekretär im Kabinett Kan.

## Leben

### Werdegang
Sengoku beendete sein Studium der Rechtswissenschaften an der Universität Tokio nach dem Bestehen der Anwaltsprüfung (shihō shiken) 1964 vorzeitig und war danach als Anwalt tätig. Bei der Shūgiin-Wahl 1990 wurde er als Kandidat der Sozialistischen Partei Japans im Wahlkreis Tokushima (fünf Mandate) erstmals ins Parlament gewählt, 1993 erhielt er knapp nur den sechsthöchsten Stimmenanteil und verlor seinen Sitz. Er schloss sich danach der Demokratischen Partei an und wurde im 1996 neu geschaffenen Einzelwahlkreis Tokushima 1 fünfmal in Folge wiedergewählt.
Zwischen 2004 und 2005 war Sengoku Vorsitzender des politischen Forschungsrates der Demokratischen Partei, im Shūgiin ab 2006 Vorsitzender des Ausschusses für „Rechnungs- und Verwaltungsaufsicht“ (決算行政監視, kessan gyōsei kanshi).

### Regierungspolitiker

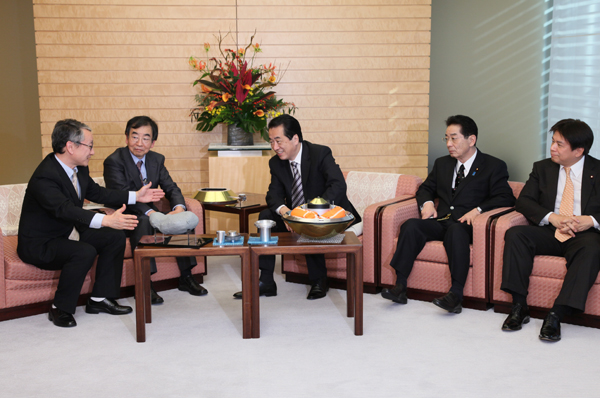
Sengoku (2. v. r.) als Chefkabinettssekretär im Dezember 2010

Im September 2009 berief ihn Premierminister Yukio Hatoyama als „Staatsminister beim Kabinettsbüro für besondere Aufgaben“ für die „Erneuerung der Verwaltung“ in sein Kabinett und übertrug ihm auch die Zuständigkeit für „Reform des Beamtentums“ (kōmuin-seido kaikaku). Damit war er für die neu geschaffene „Konferenz für die Erneuerung der Verwaltung“ verantwortlich, die alle Bereiche der Verwaltung auf einzusparende Ausgaben überprüfen sollte. Am 7. Januar 2010 übernahm Sengoku von Naoto Kan auch die Zuständigkeit für das „Nationale Strategiebüro“ (kokka-senryaku-kyoku), das Richtlinien für den Haushalt entwickeln und wie die „Konferenz für die Erneuerung der Verwaltung“ den Einfluss der Ministerialbürokratie reduzieren soll. Die Zuständigkeit für die „Erneuerung der Verwaltung“ gab Sengoku am 10. Februar 2010 an den neu ernannten Minister Yukio Edano ab.
Hatoyamas Nachfolger Naoto Kan berief Sengoku 2010 als Chefkabinettssekretär. Im November 2010 übernahm er zusätzlich das Amt des Justizministers vom zurückgetretenen Minoru Yanagida. Kurz darauf verabschiedete das Sangiin, in dem die Opposition eine Mehrheit hält, eine „Rügeresolution“ (monseki ketsugi) gegen Sengoku. Bei einer Kabinettsumbildung im Januar 2011 wurde Sengoku aus dem Kabinett abberufen und wechselte als stellvertretender Vorsitzender (daihyō-daikō) in die Parteiführung, kehrte aber nach dem Tōhoku-Erdbeben im März 2011 als stellvertretender Chefkabinettssekretär wieder auf eine Regierungsposition zurück. Ab 2011 war er unter Yoshihiko Noda stellvertretender Vorsitzender (kaichō-daikō) des unter Noda aufgewerteten politischen Forschungsrates, 2012 einer der Vizevorsitzenden der Demokratischen Partei.

### Rückzug
Bei der Shūgiin-Wahl 2012 verlor Sengoku den 1. Wahlkreis Tokushima deutlich an Mamoru Fukuyama (LDP), mit seinem Wahlkreisergebnis (sekihairitsu 66,5 %) wurde er Dritter auf der Verhältniswahlliste der Demokraten in Shikoku; die Partei gewann dort aber nur ein Verhältniswahlmandat. Im November 2014 gab er bekannt, seine politische Karriere zu beenden und nicht bei der Shūgiin-Wahl 2014 anzutreten.
Am 11. Oktober 2018 starb er im Alter von 72 Jahren in seinem Haus an Lungenkrebs.